# Virus coxsackie B
Sous-espèce
Le virus Coxsackie B est un virus cytolytique de la famille des Picornaviridae, c'est un entérovirus à ARN monocaténaire, groupe qui contient le poliovirus et l'echovirus.  Ces virus sont plus virulents chez les nouveau-nés et les immunodéprimés. Ils peuvent causer des affections sans signes apparents, des affections des voies aériennes hautes et des affections du cœur et du système nerveux.
On dénombre 6 Coxsackie B, alors que l'on dénombre 23 virus Coxsackie A.
Le Coxsackie B4 peut entraîner des réactions autoimmunitaires sur l'organisme avec destruction des cellules des Îlots de Langerhans du pancréas, et entraîner un diabète de type 1.

## Historique
La découverte du virus Coxsackie remonte à 1947 aux États-Unis, par Gilbert Dalldorf. Pour ce faire, il a utilisé des souris nouvellement nées pour conduire ses recherches. Elles l’ont mené à identifier pour la première fois le virus dans les matières fécales de patients atteints  de poliomyélite antérieure aiguë. Ce nom spécial lui a été donné, à la suite de l’identification des deux premiers porteurs qui provenaient du village Coxsackie dans l’état de New York aux États-Unis.

## Propriétés virales

### Classification
Le virus Coxsackie B est un virus de l’espèce Coxsackie qui appartient au genre entérovirus et fait partie de la famille des Picornaviridae. Les Picornaviridae regroupent les plus petits virus connus, la taille de ces virus varie entre 18 et 30 nanomètres. En ce qui concerne le genre entérovirus, il regroupe 5 espèces de virus, dont les virus Coxsackie, qui sont retrouvés dans le tube digestif humain. Les Coxsackie virus sont subdivisés en deux groupes, soit A et B. Chacun de ces groupes provoque des pathologies différentes, mais le groupe de virus Coxsackie B provoque des pathologies plus sérieuses. Pour l’ensemble de ces deux groupes, il y a au moins un total de 29 types de virus Coxsackie, 23 types sérologiques différents pour le groupe A et 6 types sérologiques pour le groupe B. 

### Structure
Plus précisément, le virus Coxsackie B est un virus à ARN monocaténaire de polarité positive non-enveloppé. L’avantage de posséder un génome à ARN monocaténaire et de polarité positive est que dès que le génome est dans la cellule ciblée, il peut immédiatement être répliqué et traduit, il est donc infectieux plus rapidement. La taille du virion est d’environ 28 nanomètres de diamètre et la taille du génome est de 7,4 kpb. Le génome des virus Coxsackie est polyadénylé et possède une protéine virale VPg qui est liée de façon covalente à l’extrémité 5’ qui permet le début de la réplication. De plus, le génome Coxsackie possède deux NTR, qui sont des régions non-transcrites, aux extrémités 5’ et 3’. Le génome des virus Coxsackie sert autant pour la traduction des protéines virales que pour la réplication de l’ARN nécessaire pour la formation de nouveaux génomes. 
En ce qui concerne la traduction de l'ARN, il y a un seul cadre de lecture, utilisé par les ribosomes de la cellule hôte, ce qui produit une grande polyprotéine.  Cette polyprotéine peut ensuite être clivée par des protéases et produire différents polypeptides. La polyprotéine contient trois régions principales, la région P1 produit les protéines de la capside, les régions P2 et P3 produisent les protéines nécessaires au traitement de la polyprotéine, de la réplication de l’ARN et à la diminution des fonctions de la cellule infectée.
Les protéines de la capside sont nommées VP1, VP2, VP3 et VP4. La protéine VP4 est la première produite lors du clivage de P1 lorsque les nouveaux virions sont prêts à l’encapsidation à la toute fin du processus de maturation. Ceci est du principalement à sa localisation, à l’intérieur de la capside en contact avec l’ARN viral. Les protéines VP2, VP3 et VP1 sont produites dans cet ordre après la production de VP4 et sont localisées à la surface de la capside. L’assemblage de ses protéines structure forme une capside de forme icosaédrique.

### Récepteur cellulaire
Les virus Coxsackie ciblent différents récepteurs cellulaires, tous dépendant du groupe, A ou B, et de la souche concernée. Jusqu’à présent, il y a quatre récepteurs distincts  connus utilisés par les virus Coxsackie pour pénétrer dans les cellules humaines. Le récepteur utilisé par les souches B1 à B6 du virus est le récepteur «Coxsackievirus-adenovirus receptor (CAR)». Ce récepteur fait partie de la superfamille des immunoglobulines et est principalement exprimé lors du développement fœtal dans le système nerveux et les muscles.

## Symptômes

### Infection aiguë
Le temps d’incubation des virus Coxsackie B est entre 2 et 35 jours, mais le plus souvent en moyenne il s’agit de 7 à 14 jours. La plupart du temps, les virus Coxsackie provoquent des pathologies bénignes, mais il existe évidemment des groupes à risque. Les plus à risque à une infection par un virus Coxsackie sont les nouveau-nés et les immunodéprimés. Les nouveau-nés peuvent contracter le virus par transmission verticale, c’est-à-dire que le virus est contracté soit à partir d’une mère infectée, soit in utero. 
Les virus Coxsackie B provoque de nombreuses affections différentes, spécifiques et non spécifiques. Cependant, une infection à un virus Coxsackie B peut aussi ne pas provoquer de signes cliniques apparents. Dans le cas de la présence de signes cliniques, la myocardite, la péricardite et la maladie de Bornholm sont des syndromes spécifiques des virus Coxsackie du groupe B. Pour les syndromes non spécifiques, il y a la méningite, la paralysie, la fièvre, la diarrhée, les infections des voies respiratoires supérieures.
En ce qui concerne les signes spécifiques, les virus du groupe B, plus précisément les virus B-1 à B-5, peuvent provoquer une myalgie épidémique aussi nommée la maladie de Bornholm ou pleurodynie. Cette pathologie est caractérisée par des douleurs thoraciques accompagnée de fièvre et de maux de tête. L’évolution est bénigne, il peut y avoir évolution vers des complications mineures, mais la guérison se fait généralement en quelques jours. Les virus Coxsackie B-1 à B-5 peuvent aussi provoquer des affections cardiaques. Il s’agit le plus souvent d’une myocardite, une inflammation du myocarde (intérieur du coeur). Une autre affection cardiaque est la péricardite, une inflammation du péricarde (une enveloppe du cœur).
En ce qui concerne les signes non spécifiques, la paralysie provoquée par les virus Coxsackie du groupe B est spasmodique. Cette paralysie est caractérisée par des tremblements, qui traduisent une atteinte du système nerveux central. Le système nerveux central peut aussi être atteint par une méningite lymphocytaire, qui est causée par toutes les souches du virus Coxsackie B, B-1 à B-6. Cette méningite présente un syndrome méningé classique, avec un liquide céphalorachidien clair et un excès de lymphocytes. 
De plus, le rhume banal peut être causé par plusieurs types de virus différents. La souche B-3 de virus Coxsackie a été reliée à ce type de symptôme.

### Infection persistante
Malgré le caractère lytique des virus Coxsackie B, ils sont également mis en cause lors de pathologies chroniques. Une infection persistante à virus Coxsackie B est ainsi suspectée dans la cardiomyoapthie dilatée,. Une infection persistante à virus Coxsackie B a également été mise en évidence dans le diabète de type 1, dans des organes de patients au début de la maladie. Une infection persistante de cellules pancréatiques par le virus Coxsackie B4 a également été élaborée in vitro. Bien que l'association entre le diabète de type 1 et l'infection à virus Coxsackie B ait été mise en évidence, les mécanismes impliqués ne sont pas encore élucidés.

## Épidémiologie
Les virus Coxsackie du groupe B sont retrouvés partout dans le monde et avec une prévalence saisonnière. Il y a un pic d’infections dans les mois les plus chauds : dans les tropiques, la saison des pluies est le moment où il y a le plus d’infections et dans les pays au climat tempéré la fin de l’été et le début de l’automne est le moment où il y a le plus d’infections.
La voie de transmission des virus Coxsackie B est la voie fécale-orale et inévitablement, le virus peut se retrouver dans les eaux usées. Comme le virus est non-enveloppé, il résiste longtemps dans l’environnement, donc il peut résister longtemps dans ces eaux usées. Le virus peut également se retrouver chez certains insectes, comme les mouches.
Si par exemple, un virus Coxsackie pénètre dans un ménage, il n’est pas rare que toutes les personnes de ce ménage soient tôt ou tard infectées par le virus. Cependant, ces personnes ne développent pas toutes de maladie cliniquement apparentes et guérissent sans avoir de complications.

## Diagnostic
Comme le mode de transmission des virus Coxsackie B est oral-fécal, le virus se multiplie au niveau de l’oropharynx et de l’intestin. Les virus se propagent ensuite aux tissus lymphoïdes  et ensuite la virémie apparaît. Celle-ci se traduit par les signes cliniques des différents organes atteints. Les prélèvements à effectuer pour établir le diagnostic peuvent être faits au niveau de la gorge, à un stade précoce de l’infection, au niveau des selles et un prélèvement du liquide céphalorachidien peut aussi être effectué. Ces prélèvements sont ensuite inoculés à des cultures cellulaires. Cependant, tous les virus Coxsackie du groupe B, mais seulement quelques souches du groupe A sont capables de pousser en culture de cellules de reins de singes, ceci réduit donc le choix possible du virus en cause s’il y a ou non croissance cellulaire.
La sérologie peut aussi être utilisée pour poser le diagnostic d’infection au virus Coxsackie. Il n’existe pas d’antigène commun aux groupes A et B, mais dans le groupe B, toutes les souches  possèdent un groupe d’antigènes communs. Certaines souches de virus Coxsackie B possèdent une hémaglutinine : B-1, B-3 et B-5. Cette hémaglutinine se fixe sur les globules rouges humains, donc une réaction d’agglutination peut être utilisée pour identifier une souche inconnue.

## Traitement et prévention

### Prévention
La prévention des infections causées par les virus Coxsackie ne peut pas être accomplie par un vaccin, il n’en existe malheureusement pas. Ceci est dû au nombre élevé de souches différentes qui existe pour cette espèce de virus, le développement d’un vaccin serait donc complexe. 
Comme le virus Coxsackie B se transmet par voie orale-fécale, la prévention réside surtout dans les mesures d’hygiènes. Il faut cependant faire attention à quel désinfectant utiliser pour inactiver ces virus, car étant donné qu’ils sont non-enveloppés, ils sont très résistants. De plus, ils sont stables lorsqu’ils sont mis en contact avec des détergents à température ambiante. Par exemple, les virus Coxsackie ne peuvent pas être inactivés par les désinfectants comme l’éthanol, l’isopropanol et le Lysol, ils ne sont pas non plus inactivés par les solvants lipidiques comme l’éther et le chloroforme. Le formaldéhyde, l’hypochlorite de sodium et les acides forts sont des agents chimiques qui peuvent inactiver les virus Coxsackie.

### Traitement
Le traitement d’une infection à un virus Coxsackie est surtout symptomatique, par exemple, l’acétaminophène peut être utilisée pour les douleurs mineures. Le traitement peut différer selon le type d’affection que le virus cause, mais la plupart du temps, lorsqu’il s’agit d’un cas simple, le patient atteint du virus Coxsackie guérit complètement après quelques jours.
La fluoxétine, composé actif du prozac, a été utilisée, en combinaison avec des immunoglobulines, pour traiter une encéphalite chronique à virus Coxsackie B chez un enfant de 5 ans.